# Đảo Vĩnh Thực
Đảo Vĩnh Thực là một hòn đảo thuộc địa phận tỉnh Quảng Ninh, cách trung tâm thành phố Móng Cái khoảng 20 km về phía nam. Đảo Vĩnh Thực có diện tích tự nhiên khoảng 5.000 ha, về mặt hành chính gồm 2 xã Vĩnh Thực và Vĩnh Trung, đều thuộc thành phố Móng Cái.
Trên đảo có nhiều tiềm năng phát triển du lịch như: Bãi biển Đầu Đông, Bến Hèn, Vụng Dầm; hải đăng Vĩnh Thực.
Ngọn hải đăng Vĩnh Thực, một trong những ngọn hải đăng đầu tiên trên biển Việt Nam, được xây dựng từ năm 1962. Từ đây, du khách có thể phóng tầm mắt nhìn bao quát vùng biển đảo Vĩnh Thực, phóng tầm nhìn về phía mũi Sa Vĩ, nơi cực đông bắc của tổ quốc.